# Luitpold Baumblatt

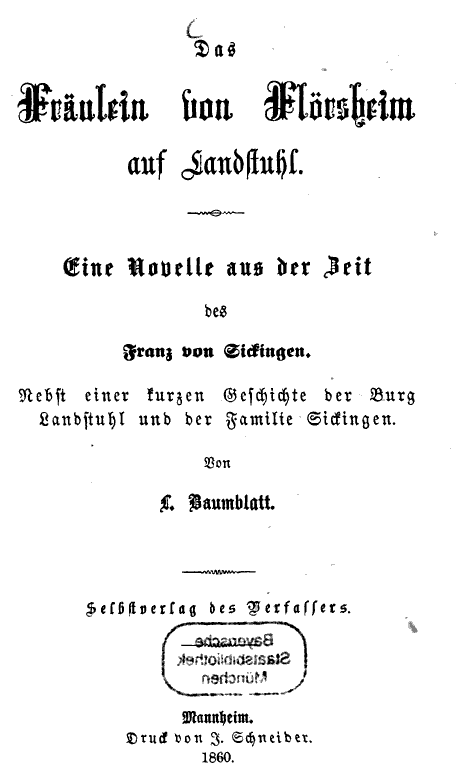
Titelseite einer Pfälzer Heimaterzählung von Luitpold Baumblatt, 1860

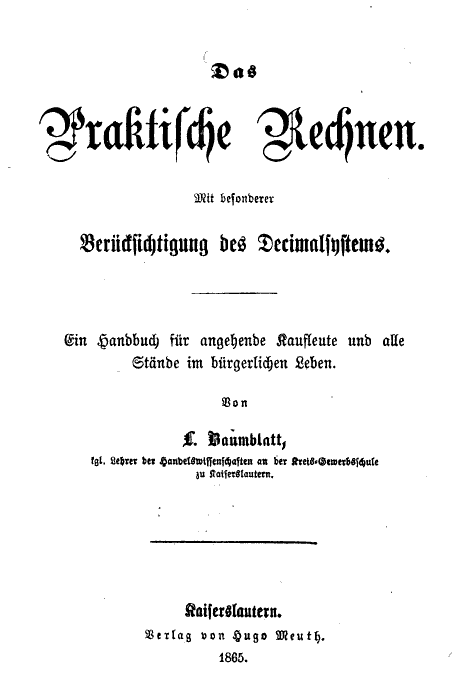
Titelseite eines Lehrbuches von Luitpold Baumblatt, 1865

Luitpold Baumblatt, Geburtsname Jakob Baumblatt (* 1806 in Theilheim, heute ein Ortsteil von Waigolshausen, Unterfranken; † 16. Februar 1877 in Kaiserslautern, Pfalz), war ein bekannter jüdisch-katholischer Konvertit, Lehrer, Fachbuchautor und Heimatschriftsteller, der den Prinzregenten Luitpold von Bayern zum Taufpaten hatte.

## Leben und Wirken
Luitpold Baumblatt wurde als Sohn wohlhabender jüdischer Eltern in Theilheim, Unterfranken geboren, wo es eine große jüdische Gemeinde mit Synagoge gab. Er erhielt den Vornamen Jakob und sollte nach dem Willen des Vaters Rabbiner werden. Zu diesem Zwecke besuchte er ab dem 14. Lebensjahr die berühmte Talmudschule in Fürth bei Nürnberg. Als der Junge 5 Jahre an der Schule gelernt hatte, verabschiedete man in Bayern ein Gesetz, das Rabbiner zusätzlich auch die Universität absolvieren müssen, ebenso wie es bei den christlichen Geistlichen vorgeschrieben war. Dies veranlasste Jakob Baumblatt, eine andere Berufslaufbahn einzuschlagen.
In Nürnberg erlernte er das Kaufmannswesen und trat in ein Handelshaus zu Fürth ein, später wechselte in ein Münchner Kaufhaus. Nebenbei beschäftigte er sich mit Sprach- und Literaturstudien in Deutsch, Französisch und Italienisch. Ab 1835 gab Baumblatt in Würzburg französische Sprachstunden und legte 1838, in der zu Bayern gehörenden Rheinpfalz, eine Staatsprüfung als Lehrer ab.
Damals reifte in Jakob Baumblatt der Entschluss, zum katholischen Glauben zu konvertieren und er fand in dem Frankenthaler Stadtpfarrer Adam Seibert (1794–1860) einen unterfränkischen Landsmann, der ihn bereitwillig 6 Monate lang unterrichtete. Am Fest St. Peter und Paul, 29. Juni 1840, taufte ihn der Priester in der Dreifaltigkeitskirche zu Frankenthal; Prinz Luitpold von Bayern, der spätere Herrscher, übernahm das Amt des Taufpaten, weshalb Baumblatt von nun an den Vornamen Luitpold trug. Der Wittelsbacher Prinz ließ sich bei der Zeremonie durch den königlichen Landkommissär (Landrat) von Frankenthal, Freiherrn Joseph von Pölnitz vertreten; ebenfalls ein Unterfranke. Das Münchner Tageblatt Nr. 8 vom 8. Juli 1840 berichtet dazu u. a., der Konvertit „führte einen so untadeligen Lebenswandel, dass er der Aufnahme in die katholische Kirche für würdig befunden wurde und seinen heißen Wünschen, die dabei auch irdische Rücksichten zum Opfer zu bringen hatten, genügt werden konnte.“
Luitpold Baumblatt war mit Karolina Schraut verheiratet und lebte mit ihr zeitweise in Neustadt an der Weinstraße, wo am 19. Dezember 1847 ihr Sohn Emil Gottfried geboren wurde.
Dort leitete er eine eigene kaufmännische Lehranstalt
Ab 8. Dezember 1850 wirkte Baumblatt als Lehrer der Handelswissenschaften, später als Rektor, an der Landwirtschafts- und Gewerbeschule, in Kaiserslautern, seit 1867 auch an der dortigen Technischen Fortbildungsschule. In dieser Eigenschaft publizierte er viele Fachschriften, wie z. B. eine längere Abhandlung über die bäuerliche Buchführung, in der Zeitschrift des Landwirtschaftlichen Vereins von Bayern (Nr. 5, 1857), aber auch Lehrbücher der Mathematik und des Handelswesens. Hiervon wurde das Mathematikbuch Das praktische Rechnen, unter besonderer Berücksichtigung des Dezimalsystems, von 1865, im Februar 2010 als Reprint neu aufgelegt, ISBN 1-160-54684-3.

## Schriftstellerei
Neben seiner Lehrtätigkeit erlangte Luitpold Baumblatt breitere Bekanntheit als Erzählungsschriftsteller und Buchautor, wobei er sich hauptsächlich geschichtlich-religiösen Themen widmete. Gleich nach seiner Konversion hatte er 1841 das autobiographische Werk des berühmten Rabbiners, Konvertiten und späteren katholischen Priesters David Paul Drach, unter dem Titel Der Katholizismus und der Judaismus, vom Französischen ins Deutsche übersetzt. Es folgten eine Vielzahl eigener Werke, meist Erzählungen, die oft in der rheinpfälzischen Geschichte wurzeln und alle das sittlich-religiöse Grundmuster des katholischen Glaubens tragen. Teilweise schrieb der Lehrer auch unter dem Pseudonym Friedrich Haller.
Bei der Feier des 100. Geburtstages von Friedrich Schiller hielt Baumblatt 1859 in Kaiserslautern die Festrede, welche als Erinnerungsgabe an die noch lebende Tochter des Dichters übersandt wurde.
Luitpold Baumblatt starb 1877 als Pensionär in Kaiserslautern.

## Werke
(Auswahl)
- Der Katholizismus und der Judaismus. (Übersetzung der französischen Autobiografie des Konvertiten David Drach), Frankenthal (Pfalz), 1841
- Der verführte Jüngling. Eine Erzählung für die reifere Jugend. 1842
- Die fränkische Rose. Eine Erzählung für die reifere Jugend. 1842
- Die Stiefmutter oder der errungene Preis. Eine Erzählung für die reifere Jugend. 1842
- Schicksale eines Waisenmädchens: Der Jungfernsprung. 1843
- Das christliche Museum. Erzählungen für das christlich reifere Alter. 1844
- Der Kaufherr und seine Söhne; eine Erzählung für die Jugend und Erwachsene. 1854
- Judith, oder die Franzosen in Worms; eine historische Novelle. 1857
- Das Fräulein von Flörsheim auf Landstuhl. Eine Novelle aus der Zeit des Franz von Sickingen. 1860 Komplettscan des Buches
- Des Domglöckners Töchterlein. Eine historische Novelle. 1865
- Das praktische Rechnen, unter besonderer Berücksichtigung des Dezimalsystems. 1865 Komplettscan des Buches; Rezension zum Buch, vom Pestalozzianum Zürich, 1866
- Die Tochter des Bauherrn. Eine historische Novelle aus dem 17. Jahrhundert. 1866 Komplettscan des Buches
- Wechsellehre für Schule und Volk. 1868, Rezension des Werkes
- Vollständiges Rechenbuch für alle Stände im bürgerlichen Leben, nach dem in Deutschland gesetzlich eingeführten metrischen Maaß und Gewicht; für Schulen und zum Selbststudium. 1871
- Handelskunde für Handels-, Gewerbs- und Fortbildungsschulen, sowie für Industrieschulen. 1873